# Nagy Kálmán (szobrász)
Nagy Kálmán (Kiskunhalas, 1872. április 17. – Budapest, 1902. február 23.) magyar szobrászművész. Kilencen voltak testvérek, ő az ötödik volt.

## Életpályája
Szülei: Nagy Antal városi hivatalnok és Papp Krisztina voltak. 1883–1888 között a kiskunhalasi gimnáziumban tanult. A budapesti Iparművészeti Iskolában kisplasztikát tanult (1888–1893). Ezt követően Zala György mellett dolgozott. 1900-ban tanulmányúton volt Olaszországban, Franciaországban és Németországban.
Dolgozott Debrecenben, Kecskeméten, Hódmezővásárhelyen és Kiskunhalason is.

## Művei
- Egy kis fiú követ dob a vízbe
- Debreceni juhász
- A kanász
- A hódmezővásárhelyi gazda
- A csikós
- Lóra, csikós, lóra
- A gulyás
- Kapás hazatérőben
- Telik-e még? (1900)